# The Dutch - Collections
The Dutch - Collections is een verzamelalbum van de Nederlandse newwavepopband The Dutch, uitgebracht in 2006 via Sony BMG Music Entertainment.

## Track listing
1. "This Is Welfare" – 4:46
2. "(The End Of) Ideology" – 3:38
3. "America" – 7:13
4. "All My Life" – 3:56
5. "Where Did the Inquisition Fail" – 4:43
6. Another Sunny Day" – 4:44
7. "This Old Land" – 5:44
8. All My Life" – 3:56
9. The Good Earth - 3:38
10. Swim or Go Under - 4:30
11. Civil Service Playing Time - 4:37
12. Once Again - 3:07
13. In My Head - 4:19

## Bezetting
Op The Dutch - Collections bestaat de bezetting van The Dutch uit:
- Hans Croon - Zang, gitaar, saxofoon, marimba, synthesizer
- Bert Croon - Achtergrondzang, grandpiano, hammondorgel, synthesizer
- Jan de Kruijf - Basgitaar
- Klaas Jonkmans - Drums, percussie, gitaar-synthesizer